# Meczety w stylu sudańskim w północnym Wybrzeżu Kości Słoniowej
Meczety w stylu sudańskim w północnym Wybrzeżu Kości Słoniowej – obiekt z listy światowego dziedzictwa UNESCO w Wybrzeżu Kości Słoniowej, obejmuje osiem meczetów w miejscowościach Tengréla, Kouto, Sorobango, Samatiguila, M’Bengué, Kong i Kaouara. Meczety zbudowane są w stylu architektonicznym charakterystycznym dla regionu Sudanu - z cegły suszonej, z wystającymi palami drewna i pionowymi przyporami zwieńczonymi ceramiką lub skorupkami jaj strusia, zapotrzone w stożkowate minarety. Meczety są przykładem interpretacji stylu architektonicznego, powstałego w XIV wieku w Dżenne, w ówczesnym Imperium Mali. Styl ten rozprzestrzeniał się zwłaszcza w XVI wieku na południe od pustynnych rejonów na sudańską sawannę, przy czym ze względu na wilgotniejszy klimat budowle wznoszono mniejsze i z mocniejszymi przyporami.
Wpisane na listę meczety należą do najlepiej zachowanych z ponad 20 takich budowli, które przetrwały do dzisiaj w Wybrzeżu Kości Słoniowej.